# Торіно
Футбольний клуб «Торіно» (італ. Torino Football Club 1906) — італійський футбольний клуб з міста Турин. Виступає у вищій італійській лізі («Серія А»). 
Традиційним кольором клубу є темно-бордовий, а його символом є нестримний бик.

## Історія
Заснований 3 грудня 1906 року.
Один із найтитулованіших клубів Італії, семиразовий чемпіон (1927–28, 1942–43, 1945–46, 1946–47, 1947–48, 1948–49, 1975–76) і п'ятиразовий володар Кубка (1935-36, 1942-43, 1967-68, 1970-71, 1992-93) Італії.
«Торіно» домінував у італійському футболі кінця 1940-х років, однак практично вся основа команди загинула в авіаційній катастрофі 4 травня 1949 року. Після цього клуб ніколи по-справжньому не піднімався на такий рівень виступів, поступаючись своїм землякам і принциповим супротивникам «Ювентусу».

## Поточний склад
Станом на 10 серпня 2025
| №  | Поз. | Нац.       | Гравець                                |
| -- | ---- | ---------- | -------------------------------------- |
| 1  | ВР   | Італія     | Альберто Палеарі                       |
| 3  | ЗХ   | Нідерланди | Перр Схюрс                             |
| 5  | ЗХ   | Марокко    | Адам Мазіна                            |
| 7  | НП   | Марокко    | Закарія Абухляль                       |
| 8  | ПЗ   | Сербія     | Іван Ілич                              |
| 9  | НП   | Парагвай   | Антоніо Санабрія                       |
| 10 | ПЗ   | Хорватія   | Никола Влашич                          |
| 13 | ЗХ   | Чилі       | Гільєрмо Маріпан                       |
| 14 | ПЗ   | Англія     | Тіно Анджорін (в оренді з «Емполі»)    |
| 15 | ЗХ   | Грузія     | Саба Сазонов                           |
| 16 | ПЗ   | Норвегія   | Маркус Педерсен                        |
| 18 | НП   | Аргентина  | Джованні Сімеоне (в оренді з «Наполі») |
| 19 | НП   | Шотландія  | Че Адамс                               |
| 20 | ПЗ   | Австрія    | Валентіно Лазаро                       |
| 21 | ПЗ   | Франція    | Алі Дембеле                            |
| 26 | НП   | Бельгія    | Сіріль Нгонге (в оренді з «Наполі»)    |

| №  | Поз. | Нац.      | Гравець                |
| -- | ---- | --------- | ---------------------- |
| 34 | ЗХ   | Італія    | Крістіано Бірагі       |
| 44 | ЗХ   | Албанія   | Ардіан Ісмайлі         |
| 61 | ПЗ   | Франція   | Адріан Тамезе          |
| 66 | ПЗ   | Литва     | Гвідас Гінейтіс        |
| 71 | ВР   | Румунія   | Міхай Попа             |
| 72 | ПЗ   | Італія    | Аарон Чаммальїчелла    |
| 79 | НП   | Кіпр      | Занос Савва            |
| 80 | ЗХ   | Франція   | Балкот                 |
| 81 | ВР   | Уругвай   | Франко Ісраель         |
| 83 | ПЗ   | Молдова   | Сергій Перчун          |
| 91 | НП   | Колумбія  | Дуван Сапата (капітан) |
| 92 | НП   | Швеція    | Алью Нжиє              |
| 95 | НП   | Італія    | Алессіо Каччьямані     |
| 99 | ЗХ   | Ірландія  | Сенан Муллен           |
|    | ПЗ   | Туреччина | Емірхан Ілхан          |

## Досягнення
Чемпіонат Італії:
- Чемпіон (7): 1928, 1943, 1946, 1947, 1948, 1949, 1976
- Віце-чемпіон (7): 1907, 1915, 1929, 1939, 1942, 1977, 1985

Кубок Італії:
- Володар (5): 1936, 1943, 1968, 1971, 1993
- Фіналіст (7): 1938, 1963, 1964, 1980, 1981, 1982, 1988

Кубок УЄФА:
- Фіналіст (1): 1991/92
- Чвертьфіналіст (1): 1986/87

## Виступи в єврокубках
Голи Торіно показані першими.

### Кубок європейських чемпіонів
| Сезон   | Раунд | Клуб                   | Вдома | На виїзді | В сукупності |
| ------- | ----- | ---------------------- | ----- | --------- | ------------ |
| 1976–77 | 1Р    | Мальме                 | 2–1   | 1–1       | 3–2          |
| 1976–77 | 2Р    | Боруссія Менхенгладбах | 1–2   | 0–0       | 1–2          |

### Кубок володарів кубків
| Сезон   | Раунд | Клуб              | Вдома            | На виїзді        | В сукупності     |
| ------- | ----- | ----------------- | ---------------- | ---------------- | ---------------- |
| 1964–65 | 1Р    | Фортуна Сіттард   | 3–1              | 2–2              | 5–3              |
| 1964–65 | 2Р    | Гака              | 5–0              | 1–0              | 6–0              |
| 1964–65 | 1/4   | Динамо Загреб     | 1–1              | 2–1              | 3–2              |
| 1964–65 | 1/2   | Мюнхен 1860       | 2–0              | 1–3              | 3–5, (ПО 0–2)    |
| 1968–69 | 1Р    | Партизані         | 3–1              | 0–1              | 3–2              |
| 1968–69 | 2Р    | Прохід без матчу  | Прохід без матчу | Прохід без матчу | Прохід без матчу |
| 1968–69 | 1/4   | Слован Братислава | 0–1              | 1–2              | 1–3              |
| 1971–72 | 1Р    | Лімерик           | 4–0              | 1–0              | 5–0              |
| 1971–72 | 2Р    | Аустрія Відень    | 1–0              | 0–0              | 1–0              |
| 1971–72 | 1/4   | Рейнджерс         | 1–1              | 0–1              | 1–2              |
| 1993–94 | 1Р    | Ліллестрем        | 1–2              | 2–0              | 3–2              |
| 1993–94 | 2Р    | Абердин           | 3–2              | 2–1              | 5–3              |
| 1993–94 | 1/4   | Арсенал           | 0–0              | 0–1              | 0–1              |

### Кубок Ярмарків
| Сезон   | Раунд | Клуб         | Вдома | На виїзді | В сукупності |
| ------- | ----- | ------------ | ----- | --------- | ------------ |
| 1965–66 | 1Р    | Лідс Юнайтед | 0–0   | 1–2       | 1–2          |

### Кубок УЄФА та Ліга Європи
| Сезон   | Раунд   | Клуб                  | Вдома        | На виїзді | В сукупності |
| ------- | ------- | --------------------- | ------------ | --------- | ------------ |
| 1972–73 | 1Р      | Лас-Пальмас           | 2–0          | 0–4       | 2–4          |
| 1973–74 | 1Р      | Локомотив Лейпциг     | 1–2          | 1–2       | 2–4          |
| 1974–75 | 1Р      | Фортуна Дюссельдорф   | 1–1          | 1–3       | 2–4          |
| 1977–78 | 1Р      | АПОЕЛ                 | 3–0          | 1–1       | 4–1          |
| 1977–78 | 2Р      | Динамо Загреб         | 3–1          | 0–1       | 3–2          |
| 1977–78 | 3Р      | Бастія                | 2–3          | 1–2       | 3–5          |
| 1978–79 | 1Р      | Спортінг Хіхон        | 1–0          | 0–3       | 1–3          |
| 1979–80 | 1Р      | Штутгарт              | 2–1          | 0–1       | 2–2 (г)      |
| 1980–81 | 1Р      | Моленбек              | 2–2 (дод.ч.) | 2–1       | 4–3          |
| 1980–81 | 2Р      | Магдебург             | 3–1          | 0–1       | 3–2          |
| 1980–81 | 3Р      | Грассгоппер           | 2–1          | 1–2       | 3–3 (3–4 п.) |
| 1985–86 | 1Р      | Панатінаїкос          | 2–1          | 1–1       | 3–2          |
| 1985–86 | 2Р      | Хайдук Спліт          | 1–1          | 1–3       | 2–4          |
| 1986–87 | 1Р      | Нант                  | 1–1          | 4–0       | 5–1          |
| 1986–87 | 2Р      | Дьйор                 | 4–0          | 1–1       | 5–1          |
| 1986–87 | 3Р      | Беверен               | 2–1          | 1–0       | 3–1          |
| 1986–87 | 1/4     | Ваккер Інсбрук        | 0–0          | 1–2       | 1–2          |
| 1991–92 | 1Р      | КР                    | 6–1          | 2–0       | 8–1          |
| 1991–92 | 2Р      | Боавішта              | 2–0          | 0–0       | 2–0          |
| 1991–92 | 3Р      | АЕК Афіни             | 1–0          | 2–2       | 3–2          |
| 1991–92 | 1/4     | Копенгаген            | 1–0          | 2–0       | 3–0          |
| 1991–92 | 1/2     | Реал Мадрид           | 2–0          | 1–2       | 3–2          |
| 1991–92 | Фінал   | Аякс                  | 2–2          | 0–0       | 2–2 (г)      |
| 1992–93 | 1Р      | Норрчепінг            | 3–0          | 0–1       | 3–1          |
| 1992–93 | 2Р      | Динамо Москва         | 1–2          | 0–0       | 1–2          |
| 2014–15 | 3КР     | Броммапойкарна        | 4–0          | 3–0       | 7–0          |
| 2014–15 | ПО      | Спліт                 | 1–0          | 0–0       | 1–0          |
| 2014–15 | Група B | Брюгге                | 0–0          | 0–0       | 2-е          |
| 2014–15 | Група B | Копенгаген            | 1–0          | 5–1       | 2-е          |
| 2014–15 | Група B | ГІК                   | 2–0          | 1–2       | 2-е          |
| 2014–15 | 1/16    | Атлетік Більбао       | 2–2          | 3–2       | 5–4          |
| 2014–15 | 1/8     | Зеніт Санкт-Петербург | 1–0          | 0–2       | 1–2          |
| 2019–20 | 2КР     | Дебрецен              | 3–0          | 4–1       | 7–1          |
| 2019–20 | 3КР     | Шахтар Солігорськ     | 5–0          | 1–1       | 6–1          |
| 2019–20 | ПО      | Вулвергемптон         | 2–3          | 1–2       | 3–5          |

### Кубок Інтертото
| Сезон | Раунд | Клуб       | Вдома | На виїзді | В сукупності |
| ----- | ----- | ---------- | ----- | --------- | ------------ |
| 2002  | 2Р    | Брегенц    | 1–0   | 1–1       | 2–1          |
| 2002  | 3Р    | Вільярреал | 2–0   | 0–2       | 2–2 (3–4 п.) |

### Кубок Мітропи
| Розіграш | Стадія    | Дата та місце проведення | Команда 1 | Рахунок | Команда 2 | Голи                                                                 |
| -------- | --------- | ------------------------ | --------- | ------- | --------- | -------------------------------------------------------------------- |
| 1936     | кв. раунд | 07.06.1936 Берн          | Берн      | 1:4     | Торіно    | Бальді (5), Галлі (35, 73) Бускалья (89)                             |
| 1936     | кв. раунд | 14.06.1936 Турин         | Торіно    | 7:1     | Берн      | Бо (13), Бускалья (25, 84), Галлі (64), Бальді (69, 76), Сілано (88) |
| 1936     | 1/8       | 21.06.1936 Турин         | Торіно    | 2:0     | Уйпешт    | Бускалья (30), Сілано (51)                                           |
| 1936     | 1/8       | 26.06.1936 Будапешт      | Уйпешт    | 5:0     | Торіно    |                                                                      |

## Відомі гравці
- Енцо Беардзот
- Франческо Граціані
- Гульєльмо Габетто
- Ренато Дзаккареллі
- Еціо Лоїк
- Валентино Маццола
- Вітторіо Поццо
- Паоло Пулічі
- Альдо Олів'єрі
- Клаудіо Сала
- П'єтро Ферраріс
- Джорджо Ферріні

Докладніше:Категорія:Футболісти «Торіно»